# Заклятые друзья
«Заклятые друзья» (англ. Frenemies) — художественный фильм 2012 года на основе одноимённой книги Алексы Янг. Главные роли исполнили Белла Торн, Зендея, Стефани Скотт, Ник Робинсон и Мэри Маусэр. Премьера фильма состоялась на канале Дисней 13 января 2012 в Соединенных Штатах и Канаде.

## Сюжет
Хейли Брэндон и Авалон Грин — две девочки, у которых есть веб-сайт под названием «Шик и блеск». Девочки рассказывают три истории.

#### Джейк и Мюррей
Первая история об умном подростке в Средней школе Уотербери по имени Джейк Логэн (Ник Робинсон), который является лучшим другом с его собакой, Мюрреем (Уинстон). Популярная девочка в школе по имени Джулианна (Стефани Скотт) пытается стать девушкой Джейка, чтобы он сделал её научный проект. Полная решимости получить хорошую оценку, она делает Джейка своим парнем. Мюррей замечает её уловку. Она пытается убрать Мюррея с своего пути. Когда она узнает, что Мюррей попытался смыть её любовное письмо Джейку в туалет, она крадет национальное свидетельство приза Джейка в молекулярной астрофизике от NASA, брызгает его своими духами, как она сделала со своим любовным письмом, и пропускает его через почтовую щель в дом Джейка. Точно так же, как Джулианна ожидала, Мюррей смывает свидетельство NASA Джейка в туалет. Джейк становится сердитым и кричит на Мюррея, чтоб он ушёл. Мюррей убегает из дома. Одноклассница Джейка по имени Саванна О’Нил (Мэри Моюзр), которая любит кататься на скейтборде и влюбляется без памяти в Джейка, находит Мюррея и берет его в свой дом. На следующий день Джейк начинает волноваться, но заканчивает научный проект. В школе Джейк пытается одеться стильно, чтобы произвести на Джулианну впечатление, но Авалон Грин и Хайли Брэндон вмешиваются и снижают его внешность. Когда Джейк обнаруживает план Джулианны, он отказывается дать ей проект. Саванна использует эту возможность выставить уловку Джулианны использования «друзей», чтобы получить оценку. Мюррей бежит и сваливает Джулианну и научный проект. Хотя проект разрушен, Джейк счастлив видеть Мюррея, и они снова становятся лучшими друзьями.

#### Авалон и Хайли
«Стильная и умная».
Вторая история — об Авалон Грин (Белла Торн) и Хайли Брэндон (Зендея), которые создали веб-журнал «Шик и блеск». В школе Хайли получает предложение от её любимого издательства Нью-Йорка, которым управляет Чери-Стрит Клэр. Хайли думает, что её старший брат Кендал (Яша Вашингтон) шутит над ней, пока она не понимает, что действительно ей звонит Чери-Стрит Клэр. Она говорит им встретиться в штабе издательства в Манхэттене, Нью-Йорк, чтобы спросить их что-то, что могло изменить их жизни. Во время разговора Чери-Стрит Клэр говорит Авалон и Хайли, что любит их веб-журнал и предлагает купить его, но решает позволить только одной из них быть главным редактором. Чери-Стрит Клэр предлагает каждой из них написать статью и будет судить, кто написал лучшую статью, и тот автор станет главным редактором. Авалон и Хайли, которые обе хотят быть нанятыми в качестве главных редакторов, решают взять интервью у французского певца Жан Франка. В конце они решают, что разделят статью. Чери-Стрит Клэр рассердилась и решает не нанимать никого из них. Телешоу «Подростки Теперь» рассказывают зрителям про их статью о Жан Франке, изменяющей его изображение, поскольку он только изображал из себя певца из Парижа. Видя, что их веб-журнал стал глобальным на их карте-счетчике посетителей, Авалон и Халли становятся лучшими друзьями снова.

#### Саванна и Эмма
«Принцесса и нищенка».
Последняя история в фильме о Саванне О’Нил и Эмме, которые меняются местами, потому что каждый из них полагает, что жизнь другой лучше. Саванна — девчонка-сорванец, которая любит кататься на скейтборде и живёт с папой и тремя братьями. Она влюбляется без памяти в Джейка Логана и учится в Средней школе Уотербери с Авалон, Хайли, Джейком и Джулианной. Эмма — богатая девочка, которая идет в частную школу. Они меняются местами, когда они встречаются в магазине. Эмма получает свидание с Джейком. Саванна рассердилась. Позже, на дне рождения Эммы прощают друг другу.

## В ролях
| Актёр            | Роль            |
| ---------------- | --------------- |
| Белла Торн       | Авалон Грин     |
| Зендея           | Хайли Брэндон   |
| Мэри Маусер      | Саванна/Эмма    |
| Ник Робинсон     | Джейк           |
| Стефани Скотт    | Джулианна       |
| Яша Вашингтон    | Кендол Брэндон  |
| Дилан Эверетт    | Ланс Ланкастер  |
| Кэтрин Гринвуд   | Лайза Логэн     |
| Дуг Мюррей       | Роджер О’Нил    |
| Клайв Уолтон     | Уолт Рейнолдс   |
| Натали Рэдфорд   | Жаклин Рейнолдс |
| Джессалин Ванлим | Чери Сент-Клер  |
| Джесси Бостик    | Эммет           |
| Джулиан Кеннеди  | Оуэн            |
| Нив Уилсон       | Бриттани        |

## Выход
Премьера фильма состоялась в пятницу, 13 января 2012 года, на канале Disney Channel и его посмотрели 4,207 миллиона зрителей. В Великобритании и Ирландии его посмотрели 394 000 человек.
Фильм был выпущен на DVD в Великобритании, вместе с фильмом «Прекрасный «принц»», 23 апреля 2012.